# هیرویوشی کاماتا
هیرویوشی کاماتا (انگلیسی: Hiroyoshi Kamata؛ زادهٔ ۴ آوریل ۱۹۹۷) بازیکن فوتبال اهل ژاپن است.